# デスロール (バンド)
デスロール（DEATHROLL）は、テキサス州オースティン出身のギタリストのデビッド・コロマ(David Coloma)とボーカルのディエゴ・ロハス(Diego Rojas)による、メタルスタジオプロジェクト。

## 概要
2017年、アメリカ合衆国テキサス州オースティンにてデビッド・コロマとディエゴ・ロハスによりスタジオプロジェクトとして結成。同年、シングル「Canibal Del Futuro」をリリース。
2020年11月「Into The Vortex」をリリースした。
デビッドは「音楽を作るディエゴとの関係性は、20年前の最初のバンドを始めた若い頃からである。」と語っている。
ベースにセッションミュージシャンの、スティーブン・フェルナンデスと
ドラマーにダイイング・フィータス, シックス・フィート・アンダー (バンド), サフォケイション,ミザリー・インデックス(en:Misery Index)で活動していたケビン・タリー(en:Kevin Talley)が参加している。

## メンバー

### メンバー
- David Coloma/デビッド・コロマ(ギター)
- Diego Rojas/ディエゴ・ロハス(ボーカル) Colapsoでもボーカルとして活動。
- Stephen Fernandez/スティーブン・フェルナンデス（ベース）
- en:Kevin Talley/ケビン・タリー（ドラム）

### ディスコグラフィー
- 2017 Canibal Del Futuro
- 2020 Into The Vortex